# ステパン・ペトリチェンコ
ステパン・マクシモヴィッチ・ペトリチェンコ（ロシア語: Степан Максимович Петриченко、1892年 - 1947年6月2日）は、ロシア帝国海軍の水兵で、クロンシュタットの反乱の首謀者の1人。後にソビエト連邦のスパイとなる。

## 生涯

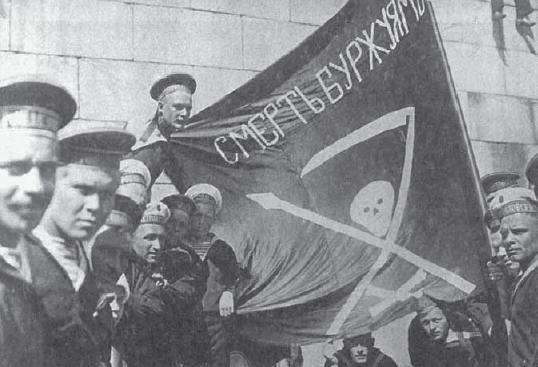
1917年、フィンランド内戦で、ヘルシンキに上陸した戦艦ペトロパヴロフスクの乗組員たち

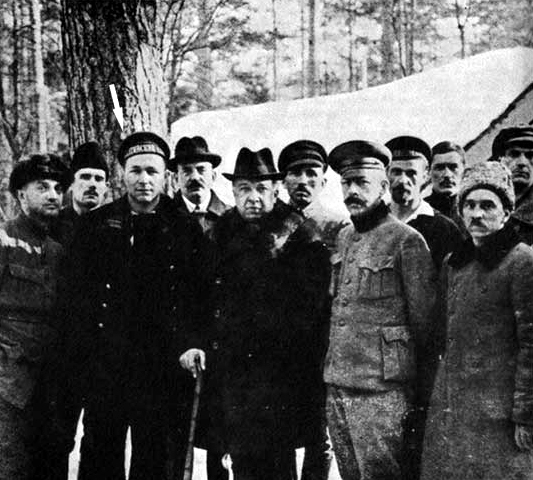
1921年、フィンランドに移住したステパン・ペトリチェンコ（左から3人目）

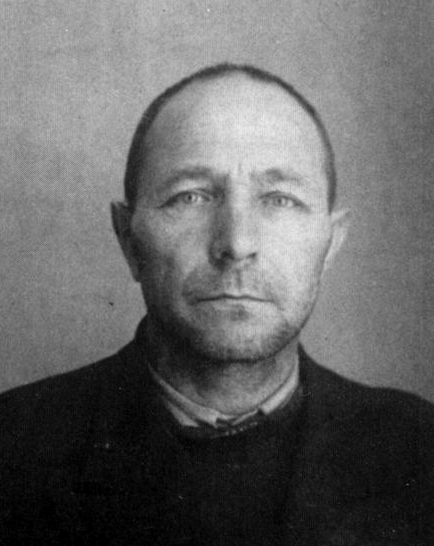
1945年4月21日の逮捕時の写真

ニキテンコ（現在のカルーガ州）出身。1914年から水兵。戦艦ペトロパヴロフスクの先任書記。1919年からロシア共産党（ボリシェヴィキ）に入党したが、「再登録」時に脱党した。1920年夏、帰郷した時にネストル・マフノ運動に呼ばれたが、信条上アナーキストにはならなかった。クロンシュタットの反乱時、蜂起の首謀者となったが、いかなる政治的才能も発揮しなかった。反乱鎮圧後、数千人の参加者と共に、フィンランドに逃れた。
フィンランドでは大工として製材所で働いた。ある日、リガのソビエト大使館を訪れ、GPUのエージェントとなり、フィンランド情勢についてソ連に報告した。
1927年、ラトビア経由でソ連に入国。フィンランド帰国後、ケン市のセルロース工場に落ち着き、1931年まで働いた。その後人員削減により工場を解雇され、ヘルシンキに転居した。1937年、ソビエト諜報部との協力を一旦拒否したが、その後、仕事を続けることに同意した。ヘルシンキ滞在中、ドイツのソ連侵攻準備に関する重要な情報を提供した。
1941年、フィンランド当局により逮捕。1944年9月25日、ソ連、イギリス、フィンランド間の和平協定に基づき、ペトリチェンコは釈放された。1945年4月21日に再逮捕され、赤軍防諜機関に引き渡された。1945年11月17日、「反革命テロ組織への参加とフィンランド諜報部への所属」に対して、ソ連内務人民委員部（NKVD）附属の特別会議により、収容所10年を言い渡される。1947年6月2日、ソリカムスク収容所からウラジーミル刑務所への護送中に55歳で死亡した。